# シー・ホワット・ア・フール・アイヴ・ビーン
「シー・ホワット・ア・フール・アイヴ・ビーン」（See What a Fool I've Been）は、イギリスのロックバンドのクイーンが、1974年にシングル「輝ける7つの海」のB面曲としてリリースした楽曲。作詞・作曲はブライアン・メイ。
1991年にはアルバム『クイーンII』の再発盤のボーナス・トラックの1つとして初めてアルバムに収録された。

## 概要
この歌は、クイーンの前身バンドである「スマイル」時代の1968年にブライアンが書いたものである。ブライアンは昔、テレビ番組でサニー・テリーとブラウニー・マギーの「The Way I Feel」という歌を聴いたことがあったが、アーティストや曲の名前は覚えていなかった。しかしある時彼はその曲のリフといくつかの歌詞を思い出し、それらをバンドに持ち込み、それを参考にして「See What a Fool I've Been」を書いた。
その後、この曲は『クイーンII』のセッションまでスタジオ録音されなかったが、ライヴではスマイル時代から演奏されていた。ライヴでは1976年ごろまでツアーのセットリストに入っていた。また1977年、観客を入れた形で行われた『伝説のチャンピオン』のプロモーション・ビデオ撮影の際にこの曲も演奏され、これがこの曲のライヴでの最後の演奏となった。

## 担当
- フレディ・マーキュリー - リード・ボーカル
- ブライアン・メイ - エレクトリック・ギター、アコースティック・ギター
- ロジャー・テイラー - ドラムス
- ジョン・ディーコン - ベースギター

## 収録
- 『オン・エア～BBCセッションズ』 -  1973年7月25日に録音されたセッション2のバージョンを収録[6]。
- 『Queen – The Complete Works』 - 1985年発売のアナログ・レコード14枚組のボックスセットの中の『Complete Vision』と題された、オリジナル・アルバム未収録曲を集めたディスクに収録[7]。
- 『ライヴ・アット・ザ・レインボー‘74』 - 1974年3月31日に録音されたライブ音源がDisc1のアンコールとして収められている[8]。
- 『オデオン座の夜〜ハマースミス1975』 - 1975年12月24日に録音されたライブ音源を収録[9]。